# Sakoa

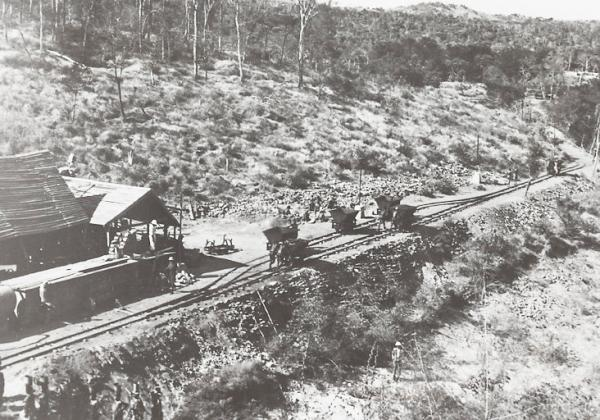
Decauville-Eisenbahn eines Kohlenbergwerks in Sakoa

Sakoa ist eine Region im Südwesten Madagaskars, die durch trockenen Stachelwald gekennzeichnet ist und vor allem für ihre Kohle-Lagerstätten bekannt ist, von denen insbesondere die Sakoa-Lagerstätte eine hohe Qualität aufweist. 

## Sakoa-Kohlelagerstätte
Kohle wurde in Sakoa erstmals 1908 entdeckt. Während des Zweiten Weltkriegs wurde Kleinbergbau betrieben. Die Bohrergebnisse deuten darauf hin, dass das Feld groß ist und stellenweise bis zu 12 m (39 ft) dicke Flöze aufweist. Das Produkt ist eine thermische Kohle, die der derzeit von Südafrika exportierten Kohle ähnelt und wahrscheinlich in Kraftwerken in Indien und Westeuropa eingesetzt wird.
Schätzungen für die Kohlelagerstätte gingen 2015 davon aus, dass 200 Millionen Tonnen Kohle förderbar sind und sie ein geschätztes Potential von über einer Milliarde Tonnen aufweist. Es wird erwartet, dass die Kohle überwiegend im Tagebau abgebaut wird und dass die Förderung zunächst fünf Millionen Tonnen pro Jahr betragen wird.
Es gibt eine Reihe von Lizenznehmern auf dem Feld. Die überwiegende Mehrheit der Lizenzen mit kommerziellem Wert wird von Madagascar Consolidated Mining, einer Tochtergesellschaft von Red Island Minerals, gehalten, die von Sam Malin gegründet wurde, der die Ressourcen des Feldes bewertet und entwickelt. Pan African Mining verfügt über eine beträchtliche Anzahl von Lizenzen an der Peripherie des Feldes. Weitere Kohlelagerstätten, die an die Sakoa-Kohlelagerstätte  angrenzen, sind Ianapera, Imaloto, Sakamena und Vohibory.